# Nadia Pajonk
Nadia Pajonk (* 15. August 1980) ist eine deutsche Schauspielerin.

## Leben
Pajonk absolvierte ihre Schauspielausbildung in der Schauspielschule „Schauspielraum“ in Köln. Seit 2009 war sie in mehreren TV- und Filmrollen, wie u. a. „Tschüss Bulle“ oder im Dokumentarfilm „Im Namen Gottes – Der heilige Krieg“ zu sehen.

## Filmografie
- 2009: Tschüss Bulle
- 2009: Adornos Grab
- 2010: Limes Germanicus – Auf den Spuren der Römer im Odenwald
- 2010: Coke and Tarts
- 2010: 16:30 – Der Film
- 2011: Im Namen Gottes – Der heilige Krieg